# Joseph Meifred
Joseph Meifred (Colmar, 1781 - París, 1867) fou un músic francès.
Per espai de més de trenta anys fou professor de corn del Conservatori de París, i a més de gran nombre de composicions per aquell instrument, va escriure: De l'enténdue, de l'emploi et des ressources du cor en genéral et des corps de rechange en particulier (1829), Méthode pour le cor à deux pistons, Méthode pour le cor chromatique, Notice sur la fabrication des instruments de cuivre (1851), i Sur l'enseignement de la musique populaire en France (1853).